# Geodia cidaris
Geodia cidaris är en svampdjursart som först beskrevs av Jean-Baptiste Lamarck 1815.  Geodia cidaris ingår i släktet Geodia och familjen Geodiidae. Inga underarter finns listade i Catalogue of Life.